# Autobahnkreuz Breitscheid
Das Kreuz Breitscheid (Abkürzung: AK Breitscheid; Langform: Autobahnkreuz Breitscheid) ist ein Autobahnkreuz in Nordrhein-Westfalen, das sich in der Metropolregion Rhein-Ruhr befindet. Hier kreuzt die A 52 (Mönchengladbach – Marl) die A 3 (Oberhausen – Frankfurt am Main – Passau).
Die zugehörigen Ausfahrten tragen auf der A 3 die Nummer 16, auf der A 52 die Nummer 25.

## Geographie
Der Kreuzungspunkt liegt auf dem Gebiet der Stadt Ratingen, in der Nähe des Stadtteils Breitscheid. Die umliegenden Städte sind Essen, Duisburg und Mülheim an der Ruhr. Das Kreuz liegt etwa 15 km südwestlich von Essen und etwa 15 km nördlich von Düsseldorf.

## Besonderheiten
Das Kreuz ist Teil eines engen Verbunds mit dem Dreieck Breitscheid und der Anschlussstelle Breitscheid, deren Kreuzungspunkte nur ca. 500 bzw. 750 m vom Kreuzungspunkt des AK Breitscheid entfernt liegen. So müssen auf der A 52 fahrende Fahrzeuge sowohl für den Wechsel auf die A 524, auf die A 3 (in beide Richtungen) als auch zum Verlassen der Autobahn auf die Bundesstraße 1 oder Bundesstraße 227 dieselbe Ausfahrt 25 nehmen. Ebenso ist ein direkter Wechsel von der A 3 aus beiden Richtungen auf die A 524 und umgekehrt möglich, ohne über die A 52 zu fahren.

## Umbau 2012
Seit Anfang 2012 unterlag das Autobahnkreuz sowie das benachbarte Autobahndreieck größeren Umbaumaßnahmen, um den Pendlerverkehr nach Düsseldorf besser abwickeln zu können. Hauptbestandteil der Umbaumaßnahmen war die Entflechtung der Verkehrsströme von Oberhausen (A 3) nach Düsseldorf (A 52) und Krefeld (A 524) mit denen aus Richtung Essen (A 52) und Köln (A 3) in Richtung Düsseldorf (A 52) und Krefeld (A 524). Dafür wurden die Verbindungsrampen Oberhausen–Düsseldorf und Köln/Essen–Krefeld mit Hilfe einer neuen Anordnung voneinander getrennt. Zusätzlich hat der Ausbau dieser beiden Verbindungsrampen auf je zwei Fahrstreifen die Leistungsfähigkeit des Autobahnkreuzes verbessert und den Verkehrsstrom von Oberhausen (A 3) nach Krefeld (A 524) entlastet.
Im August 2012 wurde der Umbau des Autobahnkreuzes abgeschlossen. Die Kosten belaufen sich auf etwa 7 Millionen Euro.

## Verkehrsaufkommen
Der Komplex aus Autobahnkreuz, Autobahndreieck und Anschlussstelle ist einer der meistbefahrenen Straßenknotenpunkte Nordrhein-Westfalens mit etwa 223.000 Fahrzeugen pro Tag im Jahr 2015.
| Von                     | Nach                  | Durchschnittliche tägliche Verkehrsstärke | Durchschnittliche tägliche Verkehrsstärke | Durchschnittliche tägliche Verkehrsstärke | Anteil Schwerlastverkehr | Anteil Schwerlastverkehr | Anteil Schwerlastverkehr |
| Von                     | Nach                  | 2005                                      | 2010                                      | 2015                                      | 2005                     | 2010                     | 2015                     |
| ----------------------- | --------------------- | ----------------------------------------- | ----------------------------------------- | ----------------------------------------- | ------------------------ | ------------------------ | ------------------------ |
| AS Duisburg-Wedau (A 3) | AK Breitscheid        | 109.400                                   | 109.900                                   | 113.300                                   | 11,6 %                   | 11,1 %                   | 09,7 %                   |
| AK Breitscheid          | AK Ratingen-Ost (A 3) | 107.400                                   | 103.300                                   | 101.100                                   | 10,7 %                   | 12,0 %                   | 10,9 %                   |
| AS Tiefenbroich (A 52)  | AD Breitscheid        | 101.500                                   | 101.500                                   | 104.200                                   | 05,2 %                   | 05,0 %                   | 05,6 %                   |
| AD Breitscheid          | AK Breitscheid        | 110.900                                   | 111.700                                   | keine Daten                               | 05,4 %                   | 05,8 %                   | keine Daten              |
| AK Breitscheid          | AS Breitscheid (A 52) | 095.400                                   | 095.900                                   | 102.200                                   | 05,2 %                   | 05,5 %                   | 04,9 %                   |
| AS Lintorf (A 524)      | AD Breitscheid        | 027.100                                   | 026.300                                   | 025.200                                   | 07,7 %                   | 07,0 %                   | 07,3 %                   |

## Prinzipgleiche Straßenkreuzungen
- Autobahnkreuz Bonn/Siegburg
- Autobahnkreuz Herne
- Autobahnkreuz Mönchengladbach
- Westkreuz Frankfurt